# Anisacanthus puberulus
Anisacanthus puberulus là một loài thực vật có hoa trong họ Ô rô. Loài này được (Torr.) Henrickson & E.J.Lott mô tả khoa học đầu tiên năm 1982.